# Hrabstwo Baldwin (Georgia)

Piramida wieku hrabstwa

Hrabstwo Baldwin (ang. Baldwin County) – hrabstwo w stanie Georgia, w Stanach Zjednoczonych. Jego siedzibą administracyjną jest Milledgeville.

## Geografia
Według spisu z 2000 r. obszar całkowity hrabstwa obejmuje powierzchnię 267,50 mil2 (692,82 km²), z czego 258,45 mil2 (669,38 km²) stanowią lądy, a 9,05 mil2 (23,44 km²) stanowią wody.

### Miejscowości
- Milledgeville
- Hardwick (CDP)

### Sąsiednie hrabstwa
- Hrabstwo Putman (północ)
- Hrabstwo Hancock (północny wschód)
- Hrabstwo Washington (wschód)
- Hrabstwo Wilkinson (południe)
- Hrabstwo Jones (zachód)

## Demografia
Według spisu z 2020 roku liczy 43,8 tys. mieszkańców, co oznacza spadek o 4,2% w porównaniu z poprzednim spisem z roku 2010. Według danych pięcioletnich z 2021 roku 54,2% to biali (52,2% nie licząc Latynosów), 42% czarnoskórzy lub Afroamerykanie, 1,7% Azjaci, 1,6% miało rasę mieszaną i 0,4% to rdzenna ludność Ameryki. Latynosi stanowili 2,9% populacji hrabstwa.
Poza osobami pochodzenia afroamerykańskiego, do największych grup należały osoby pochodzenia „amerykańskiego” (11,6%), irlandzkiego (7,4%), angielskiego (7,1%) i niemieckiego (4,5%).

## Religia
W 2020 roku, w krajobrazie religijnym hrabstwa przeważają protestanckie wspólnoty, zwłaszcza baptystyczne i inne ewangelikalne. Mniejsze grupy tworzyli katolicy (3,5%), świadkowie Jehowy (1,8%) i mormoni (1,2%). 

## Polityka
W wyborach prezydenckich w 2020 roku, 50,1% głosów otrzymał Joe Biden i 48,8% przypadło dla Donalda Trumpa. 